# László Bénes
László Bénes (ur. 9 września 1997 w Dunajskiej Stredzie) – słowacki piłkarz grający na pozycji pomocnika w niemieckim klubie 1. FC Union Berlin. 

## Życiorys

### Życie prywatne
Wywodzi się z węgierskiej mniejszości narodowej zamieszkującej południe Słowacji. Jego idolami w dzieciństwie byli Cristiano Ronaldo i Marek Hamšík.

### Kariera klubowa
W czasach juniorskich trenował w FC ŠTK 1914 Šamorín, w DAC 1904 Dunajská Streda oraz w węgierskim Győri ETO FC. W barwach tego ostatniego rozegrał jeden mecz w seniorskich rozgrywkach Nemzeti Bajnokság I. Miało to miejsce 6 grudnia 2014 w wygranym 2:0 spotkaniu z Budapest Honvéd FC.
5 lutego 2015 został piłkarzem MŠK Žilina. W rozgrywkach Fortuna ligi zadebiutował 4 kwietnia 2015 w wygranym 4:1 meczu z FC VSS Košice. W trakcie półtora roku gry w Żylinie zagrał w sumie w 31 meczach ligowych, w których zdobył dwa gole.
23 czerwca 2016 został ogłoszony nowym piłkarzem niemieckiej Borussii Mönchengladbach. Kwota transferu wyniosła około 2 milionów euro. W Bundeslidze zadebiutował 19 marca 2017 w przegranym 0:1 spotkaniu z Bayernem Monachium, zmieniając 81. minucie André Hahna.

### Kariera reprezentacyjna
Reprezentował kadry do lat 16, do lat 18, do lat 19 oraz do lat 21. Z tą ostatnią wystąpił w 2017 roku na rozgrywanych w Polsce Mistrzostwach Europy.
W seniorskiej reprezentacji Słowacji zadebiutował 10 czerwca 2017 w wygranym 2:1 meczu z Litwą.

## Statystyki kariery

### Klubowe
(aktualne na dzień 19 sierpnia 2023)
| Klub                        | Sezon              | Liga                | Liga  | Liga   | Puchar kraju | Puchar kraju | Europa | Europa | Suma  | Suma   |
| Klub                        | Sezon              | Liga                | Mecze | Bramki | Mecze        | Bramki       | Mecze  | Bramki | Mecze | Bramki |
| --------------------------- | ------------------ | ------------------- | ----- | ------ | ------------ | ------------ | ------ | ------ | ----- | ------ |
| Győri ETO FC                | 2014/15            | Nemzeti Bajnokság I | 1     | 0      | 4            | 0            | —      | —      | 5     | 0      |
| MSK Zilina II               | 2014/15            |                     | 6     | 0      | —            | —            | —      | —      | 6     | 0      |
| MŠK Žilina                  | 2014/15            | Fortuna liga        | 8     | 0      | —            | —            | —      | —      | 8     | 0      |
| MŠK Žilina                  | 2015/16            | Fortuna liga        | 23    | 2      | 3            | 0            | 8      | 0      | 34    | 2      |
| MŠK Žilina                  | Łącznie            | Łącznie             | 31    | 2      | 3            | 0            | 8      | 0      | 42    | 2      |
| Borussia Mönchengladbach II | 2016/17            | Regionalliga        | 12    | 1      | —            | —            | —      | —      | 12    | 1      |
| Borussia Mönchengladbach II | 2017/18            | Regionalliga        | 1     | 0      | —            | —            | —      | —      | 1     | 0      |
| Borussia Mönchengladbach II | 2018/19            | Regionalliga        | 2     | 0      | —            | —            | —      | —      | 2     | 0      |
| Borussia Mönchengladbach II | Łącznie            | Łącznie             | 15    | 1      | 0            | 0            | 0      | 0      | 15    | 1      |
| Borussia Mönchengladbach    | 2016/17            | Bundesliga          | 8     | 1      | 2            | 0            | —      | —      | 10    | 1      |
| Borussia Mönchengladbach    | 2017/18            | Bundesliga          | 2     | 0      | 0            | 0            | —      | —      | 2     | 0      |
| Borussia Mönchengladbach    | 2018/19            | Bundesliga          | 1     | 0      | 0            | 0            | —      | —      | 1     | 0      |
| Borussia Mönchengladbach    | 2019/20            | Bundesliga          | 22    | 0      | 2            | 0            | 4      | 0      | 28    | 0      |
| Borussia Mönchengladbach    | 2020/21            | Bundesliga          | 7     | 0      | 1            | 1            | 2      | 0      | 10    | 1      |
| Borussia Mönchengladbach    | 2021/22            | Bundesliga          | 13    | 0      | 1            | 0            | —      | —      | 14    | 1      |
| Borussia Mönchengladbach    | Łącznie            | Łącznie             | 53    | 1      | 6            | 1            | 6      | 0      | 65    | 3      |
| Augsburg (wyp.)             | 2020/21            | Bundesliga          | 12    | 1      | 1            | 0            | —      | —      | 13    | 1      |
| HSV                         | 2022/23            | 2. Bundesliga       | 33    | 6      | 1            | 0            | —      | —      | 34    | 6      |
| HSV                         | 2023/24            | 2. Bundesliga       | 3     | 4      | 1            | 1            | —      | —      | 4     | 5      |
| HSV                         | Łącznie            | Łącznie             | 36    | 10     | 2            | 1            | 0      | 0      | 38    | 11     |
| Łącznie w karierze          | Łącznie w karierze | Łącznie w karierze  | 163   | 17     | 16           | 2            | 14     | 0      | 193   | 19     |

## Styl gry
Przez media oraz kibiców bywa porównywany do Hamšíka. Podkreśla się jego kreatywność oraz dobre warunki fizyczne. Samuel Slovák, były reprezentant Słowacji, dostrzega za to większe podobieństwo Bénesa do angielskiego piłkarza Chrisa Waddle′a.
La Gazzetta dello Sport umieściła go w 2016 roku na liście 50. najbardziej obiecujących młodych piłkarzy świata.